# 2024 en Suisse
Chronologie de la Suisse
- 2020
- 2021
- 2022
- 2023
- 2024
- 2025
- 2026
- 2027
- 2028

## Gouvernement au 1erjanvier 2024
- Conseil fédéral[1] :
  - Viola Amherd (LC/VS), présidente de la confédération
  - Karin Keller-Sutter (PLR/SG), vice-présidente du conseil fédéral
  - Guy Parmelin (UDC/VD)
  - Ignazio Cassis (PLR/TI)
  - Albert Rösti (UDC/BE)
  - Élisabeth Baume-Schneider (PS/JU)
  - Beat Jans (PS/BS)

## Faits marquants

### Janvier
- 15 au 19 janvier : Forum économique mondial à Davos.

### Février
- 26 février au 3 mars : Salon international de l'automobile de Genève.

### Mars
- 3 mars :
  - votation fédérale, les électeurs approuvent le référendum sur l'augmentation des pensions mensuelles mais rejettent le référendum sur l'augmentation de l'âge de la retraite ;
  - élections cantonales saint-galloises, schwytzoises, uranaises.
- 17 mars : Lara Gut-Behrami remporte la Coupe du monde de ski alpin, huit années après la précédente Coupe du monde de ski alpin 2015-2016.
- 24 mars : Marco Odermatt remporte la Coupe du monde de ski alpin pour la troisième année consécutive.

### Avril
- 7 avril : élections cantonales thurgoviennes.
- 9 avril : la Cour européenne des droits de l'homme condamne la Suisse à la suite d'une requête déposée par l'association Aînées pour la protection du climat dans l'Affaire Verein Klimaseniorinnen Schweiz et autres contre Suisse. C'est la première fois que la CEDH condamne un État pour son manque d'initiatives pour lutter contre le changement climatique.
- 17 avril : l'Assemblée fédérale vote l'interdiction de l'exposition publique de la croix gammée nazie[2].

### Mai
- 11 mai : Nemo remporte le Concours Eurovision de la chanson 2024 et permet à la Suisse d'organiser le concours 2025, qui se déroule l'année suivante à Bâle.

### Juin
- 9 juin : votation fédérale sur quatre objets.
- 15 et 16 juin : Conférence de haut niveau sur la paix en Ukraine.
- 29 et 30 juin : Importantes intempéries, en particulier, dans le canton du Valais et du canton du Tessin. En Valais, dans la commune de  Chippis notamment, le Rhône est sorti de son lit. Au Tessin, la Vallemaggia et ses vallées latérales de Bavona et de Lavizzara ont été particulièrement touchées par les fortes pluies. L'effondrement du ponte di Visletto (de) entre Visletto et Cevio perturbe les secours en coupant les voies de communications. Quatre morts au Tessin et un à Saas-Grund sont à déplorer[3].

### Juillet
- x

### Août
- x

### Septembre
- 22 septembre : votation fédérale sur deux objets. Le même jour, dans le cadre du transfert de la commune de Moutier dans le canton du Jura, lors d'une votation conjointe, les populations du canton du Jura et du canton de Berne acceptent le concordat[4].

### Octobre
- x

### Novembre
- 24 novembre : votation fédérale sur quatre objets.

### Décembre
- 11 décembre : Karin Keller-Sutter est élue présidente de la Confédération suisse.
- 15 décembre : Avec le nouvel horaire des chemins de fer fédéraux suisses, la suisse romande connaît le plus grand changement depuis Rail 2000, introduit 20 ans plus tôt. Le nouvel horaire offre 15% de trains en plus dans cette zone[5].

## Décès
- 1er janvier : Niklaus Wirth, professeur d'informatique
- 10 janvier : Paul Günter, personnalité politique
- 17 janvier : Annik Mahaim, écrivaine, journaliste, féministe et historienne
- 18 janvier : Josef Haas, skieur
- 1er février : Walter Biel, personnalité politique
- 3 février : Victor-Emmanuel de Savoie, dernier prince héritier d'Italie
- 18 février : Cornelio Sommaruga, juriste et diplomate
- 24 février : Kate Banks, auteure américaine de livres jeunesse morte en Suisse
- 2 mars : Maurice Bembridge, joueur de golf britannique mort en Suisse
- 6 mars : Margrit Weber-Röllin, personnalité politique
- 12 mars : Rolf Blättler, joueur de football
- 16 mars : Roger Pfund, peintre, graphiste et designer
- 27 mars : La Castou, danseuse, chanteuse et actrice
- 2 avril : Michael Studer, pianiste
- 3 avril : Vitus Huonder, prélat catholique et essayiste
- 7 avril : Marcel André Boisard, universitaire
- 9 avril : Claude Lapaire,  historien de l'art et muséologue
- 11 mai : Luc Bürgin, écrivain, publiciste et journaliste
- 29 mai : Claude Torracinta, journaliste
- 1er juin : Ruth Maria Kubitschek, actrice germano-suisse
- 11 juin : Hans Rudolf Spillmann, tireur sportif
- 20 juin : Ion Vianu, psychiatre, mémorialiste et essayiste roumain mort en Suisse
- 26 juin : François de Siebenthal, personnalité politique
- 29 juin : Martial Richoz, personnalité suisse connu sous le surnom de l'« Homme-Bus »
- 2 juillet : André Hediger, personnalité politique
- 16 juillet : Irène Schweizer, pianiste et percussionniste de jazz
- 28 juillet : Suzanne Deriex, écrivaine
- 3 août : Antônio Meneses,  violoncelliste brésilien et suisse
- 20 août : Benoîte Crevoisier, écrivaine
- 9 septembre : Caterina Valente, chanteuse italienne naturalisée française morte en Suisse
- 14 septembre : Félix Glutz, personnalité politique
- 17 septembre : Mohamed Mahmoud Ould Mohamedou, ancien diplomate et professeur d'histoire internationale suisso-américano-mauritanien
- 27 septembre : Muriel Furrer, coureuse cycliste
- 8 octobre : Bernard Tissier de Mallerais, prélat catholique français mort en Suisse
- 14 octobre : Rafik Ben Salah, écrivain de nationalité tunisienne et suisse
- 15 octobre : Alexandre Voisard, écrivain
- 22 octobre : Michel Auer, photographe franco-suisse
- 30 octobre : Hervé Maurice Burdet, botaniste
- 5 novembre : Félicie Affolter, psychothérapeute et logopédiste
- 22 novembre : Eduard Zehnder, mathématicien
- 26 novembre : Colette Nouvel-Rousselot, dirigeante d'entreprise franco-suisse
- 1er décembre : Gustave Maeder, designer
- 14 décembre : Pierre Veya, journaliste
- 18 décembre : Nicolas Morard, historien médiéviste et archiviste
- 20 décembre : Kurt Laurenz Metzler, sculpteur
- 23 décembre : Sophie Hediger, snowboardeuse
- 26 décembre : Gérald Schaller, homme politique

### Articles sur l'année 2024 en Suisse
- Votations fédérales de 2024 en Suisse

### L'année 2024 dans le reste du monde
- L'année 2024 dans le monde
- 2024 par pays en Amérique, 2024 au Canada, 2024 aux États-Unis
- 2024 en Europe, 2024 dans l'Union européenne, 2024 en Belgique, 2024 en France, 2024 en Italie
- 2024 en Afrique • 2024 par pays en Asie • 2024 en Océanie
- 2024 aux Nations unies
- Décès en 2024